# Madaba (gouvernement)
Het district Madaba (Arabisch: مادبا, Mādabā) is een van de twaalf gouvernementen waarin Jordanië is verdeeld. De hoofdstad is Madaba. Het district heeft 129.792 inwoners.

## Nahias
Madaba is verdeeld in twee onderdistricten (Nahia):
1. Dhiban
2. Madaba

Ajlun · Amman · Akaba · Balka · Irbid · Jerash · Kerak · Ma'an · Madaba · Mafrak · Tafilah · Zarka